# Jürgen Stroech
Jürgen Stroech (* 2. November 1930 in Swinemünde; † 31. Juli 2023 in Berlin) war ein deutscher Bibliothekar und Historiker.

## Leben
Jürgen Stroech wurde 1930 in Swinemünde als Sohn des Lehrers Wilhelm Stroech und der Lehrerin Anna, geb. Manzke geboren. Nach dem Abitur 1948 auf der Dom und Ratsschule in Halberstadt studierte Jürgen Stroech vom September 1949 bis März 1950 an der Pädagogischen Hochschule in Berlin Pädagogik und Geschichte. Er besuchte 1950/51 einen Sonderlehrgang am Zentralinstitut für Bibliothekswesen in Berlin. 1955 begann er ein Fernstudium der Geschichte an der Humboldt-Universität zu Berlin, das er 1961 als Diplomhistoriker abschloss. Anfang April 1950 wurde er Mitarbeiter von Bruno Kaiser an der Bibliothek des Instituts für Marxismus-Leninismus beim ZK der SED und 1970 stellvertretender Leiter der Bibliothek. 1972 wurde er Nachfolger von Bruno Kaiser. Von 1972 bis 1990 war er Mitglied des Präsidiums des Bibliotheksverbandes der DDR. 1974 promovierte er am Institut für Marxismus-Leninismus beim ZK der SED mit der Arbeit: Die illegale Presse – eine Waffe im Kampf gegen den deutschen Faschismus. Ein Beitrag zur Geschichte und Bibliographie der illegalen antifaschistischen Presse 1933–1939 (Diss. A, Berlin 1974).
1972 wurde ihm der Titel eines Bibliotheksrats verliehen und 1988 der eines Oberbibliotheksrats. Stroech war 1991 Teilnehmer des Gründungskreises des Förderkreises Archive und Bibliotheken zur Geschichte der Arbeiterbewegung.
Im Mittelpunkt seiner Arbeit als Bibliothekar standen die kontinuierliche Sammlung der Literatur der Arbeiterbewegung, die physische Sicherung der Bestände seiner Bibliothek sowie die bibliographische Erfassung der Literatur der Arbeiterbewegung und die Zusammenarbeit mit anderen Bibliotheken.
Jürgen Stroech war seit 1951 verheiratet mit Sonja Stroech (* 13. April 1930). Er lebte in Berlin-Adlershof. Er verstarb am 31. Juli 2023 in Berlin.

## Werke
- Die Auswirkungen der Niederlage des deutschen Imperialismus bei Stalingrad auf Deutschland. Referat zum Spezialseminar über die Geschichte des 2. Weltkrieges. Berlin 1960. Manuskript
- Die Solidaritätsbewegung zur Befreiung Ernst Thälmanns (1933–1936). Humboldt-Universität, Berlin 1961. Staatsexamensarbeit
- Rezension: Der volle Sieg des Sozialismus ist unausbleiblich. Eine empfehlende Bibliographie zur „Erklärung der Beratung von Vertretern der kommunistischen und Arbeiterparteien“ im November 1960 in Moskau. Hrsg. vom Zentralinstitut für Bibliothekswesen. Erarbeitet von einem Kollektiv der Berliner Stadtbibliothek. , Verlag für Buch- u. Bibliothekswesen, Leipzig 1961. In: Zentralblatt für Bibliothekswesen. Bibliographisches Institut, Leipzig 1962, S. 215–216. ISSN 0323-6331
- Illegale deutsche Lenin-Ausgaben 1933–1945. In: Börsenblatt für den deutschen Buchhandel Band 137., Leipzig 1970, S. 303–307.
- Die illegale Presse – eine Waffe im Kampf gegen den deutschen Faschismus. Ein Beitrag zur Geschichte und Bibliographie der Illegalen antifaschistischen Presse 1933–1939. Berlin 1974.[11]
- Eine illegale marxistische Bibliothek im faschistischen Deutschland. In: Zentralblatt für Bibliothekswesen. Band 90. Bibliographisches Institut, Leipzig 1976, S. 58–60.
- Zur Herstellung und Verbreitung der illegalen "Roten Fahne" 1933–1939. In: Beiträge zur Geschichte der Arbeiterbewegung. 19. Jg., Dietz Verlag, Berlin 1977, Heft 1, S. 81–91.
- Die illegale Presse eine Waffe im Kampf gegen den deutschen Faschismus. Ein Beitrag zur Geschichte und Bibliographie der illegalen antifaschistischen Presse 1933–1939. Bibliographisches Institut, Leipzig 1979. (=Zentralblatt für Bibliothekswesen Beiheft 90) Inhaltsverzeichnis der überarbeiteten Dissertation
  - Die illegale Presse eine Waffe im Kampf gegen den deutschen Faschismus. Ein Beitrag zur Geschichte und Bibliographie der illegalen antifaschistischen Presse 1933–1939. Röderberg Verlag, Frankfurt am Main 1979, ISBN 3-87682-704-3.
- Rezension: Das Werk von Marx und Engels in der Literatur der deutschen Sozialdemokratie (1869–1895).[12] In: Zentralblatt für Bibliothekswesen. Leipzig 1980, S. 581.
- Heinrich Gemkow, Jürgen Stroech: Bibliotheksleiter und Marx-Engels-Forscher. In: Festschrift für Bruno Kaiser anläßlich des 70. Geburtstages am 5. Februar 1981. Pirckheimer-Gesellschaft im Kulturbund der DDR, Berlin 1981, S. 7–17.
- Bruno Kaiser zum 70. Geburtstag. In: Zentralblatt für Bibliothekswesen. 95. Jg., Leipzig 1981, Heft 2, S. 581.
- Rezension: Dieter Dowe: Führer zu den Archiven, Bibliotheken und Forschungseinrichtungen zur Geschichte der europäischen Arbeiterbewegung. In: Zentralblatt für Bibliothekswesen. Bibliographisches Institut, Leipzig 1986, S. 274.
- Jürgen Stroech, Heinz Voßke: Kostbare Bücher und Dokumente aus der Bibliothek und dem Zentralen Parteiarchiv des Instituts für Marxismus-Leninismus beim ZK der SED. Ausstellung 15. Februar bis 19. März 1989, Museum für Deutsche Geschichte, Berlin 1988.
- Friedlinde Becker, Jürgen Stroech: 40 Jahre Bibliothek des Instituts für Marxismus-Leninismus beim ZK der SED – 40 Jahre bibliographische Arbeit. In: Zentralblatt für Bibliothekswese. 103. Jg., Bibliographisches Institut, Leipzig 1989, Heft 1, S. 1–5. ISSN 0323-6331
- Zum Gedenken an Theo Pinkus. In: Erinnern und Ermutigen. Hommage für Theo Pinkus 1909–1991. Rotpunktverlag, Zürich 1992, ISBN 3-85869-082-1, S. 132–133.
- Rezension: Hermann Wichers: Im Kampf gegen Hitler: Deutsche Sozialisten im Schweizer Exil 1933–1940. Chronos Verlag, Zürich 1994. In: Beiträge zur Geschichte der Arbeiterbewegung. 38. Jg. Berlin 1996, Heft 4, S. 121–122. ISSN 0942-3060
- In Auseinandersetzung mit der Vergangenheit. Bibliographie. In: Fünf Jahre Partei des Demokratischen Sozialismus in der Bundesrepublik Deutschland : die historisch-politische Debatte der PDS; Konferenz am 25./26.11.1995; Arbeitsmaterial hrsg. von der Historischen Kommission der PDS. Partei des Demokratischen Sozialismus. Heft 1. Historische Kommission der PDS, Berlin 1995.
- Illegale Volksfrontzeitungen der KPD zum Kampf gegen Faschismus und Krieg. In: Volksentscheide in Sachsen und Hessen 1946 und die weitere Auseinandersetzung um die Überführung von Schlüsselindustrien in Gemeineigentum. Hrsg. von der Marx-Engels-Stiftung e. V. Pahl-Rugenstein, Bonn 1997, S. 303–307. (Schriftenreihe der Marx-Engels-Stiftung 28).
- Bruno Kaiser (1911–1982). In: Günter Benser, Michael Schneider (Hrsg.): Bewahren – Verbreiten – Aufklären: Archivare, Bibliothekare und Sammler der Quellen der deutschsprachigen Arbeiterbewegung. Bonn-Bad Godesberg, Friedrich Ebert-Stiftung 2009, S. 144–150. als pdf
- Die Bibliotheken von Marx und Engels. In: Z. Zeitschrift für marxistische Erneuerung Jg. 12 (2001), Nr. 45, S. 154 ff.
- Otto Franke – Arbeiterfunktionär und Bibliothekar. In: Jahrbuch für Forschungen zur Geschichte der Arbeiterbewegung. NDZ Neue Zeitungsverwaltung, Berlin 2004, Heft III, ISSN 1610-093X, S. 126 ff.
- Otto Franke (1877–1953). In: Günter Benser, Michael Schneider (Hrsg.): Bewahren – Verbreiten – Aufklären: Archivare, Bibliothekare und Sammler der Quellen der deutschsprachigen Arbeiterbewegung. Bonn-Bad Godesberg, Friedrich Ebert-Stiftung 2009, S. 71–76. als pdf
- Rezension: Günter Hauthal. Im Altenburger Land zwischen 1933 und 1945. In: JahrBuch für Forschungen zur Geschichte der Arbeiterbewegung. Verlag NDZ-GmbH, Berlin 2007, Band 6, Heft 1, S. 194–195. ISSN 1610-093X
- Die Anfänge des Instituts und die Vor–und Frühgeschichte der Bibliothek. 2012
- Die Gründung unseres Förderkreises vor 25 Jahren. Eine Bibliothek kämpft ums Überleben. Erinnerungen an die Jahre 1989/1992. In: Festschrift 25 Jahre Förderkreis Archive und Bibliotheken zur Geschichte der Arbeiterbewegung 1991–2016. Hrsg. Rainer Holze und Birgid Leske im Auftrag des Förderkreises Archive und Bibliotheken zur Geschichte der Arbeiterbewegung e. V., Neuruppin 2016, S. 11–21.
- Jürgen Stroech, Heinz Sommer: Dagmar Goldbeck zum 80. In: Mitteilungen Förderkreis Archive und Bibliotheken zur Geschichte der Arbeiterbewegung. Nr. 60. September 2021, Berlin 2021, S. 82. ISSN 1869-3709